# Nyelvi globalizáció

## Következtetések a fordításra nézve
Nico Wiesersema holland fordító a Translation Journal 2004. januári számában „Globalizáció és fordítás – a globalizáció hatásának tárgyalása a mai fordításokra” címmel megjelent írásában többek közt a következőket írja:
„A fordítónak a fordítás során az eredeti szövegből a lehető legtöbbet meg kell tartania változatlan formában (értsd át kell vennie az idegen szót, nevet, elnevezést stb.) ahhoz, hogy az új mű minél kevesebbet veszítsen a hitelességéből (credibility). Azt a fordítást tehát, amely nem ezt teszi, vagyis mindent lefordít, például a neveket is, vagy megmagyaráz, körülír, azt már a kapott szöveg hosszának a megnövekedése miatt is túlfordításnak (excessive translation) nevezi, és elítéli, mint kerülendőt.
Példaként felhozza  mexikói ételnevek fordítását és másokra is hivatkozva azt állítja, hogy a globalizáció nemcsak technológiai transzfert, vagyis technológia átadást, hanem bizonytalan mértékű nyelvi átvételt is jelent.
A globalizáció azért nem elidegenítés (alienation), mert azt már korábban lefoglalta más, és azért nem külföldiesítés, mert a globalizációval a külföld, mint olyan megszűnik: csak a határokon általi/túli (cross-border) marad. Az idegenítés pedig a nyelvet illetően régi technika, ha emlékszünk rá. Valamikor a fordítók még szégyenlősek voltak és a káromkodásokat nem fordították le magyarra. Azzal adták meg a helyi ízt (couleur locale) a fordításnak, hogy benne hagyták a „caramba”, a „Donnerwetter”, a „Himmelkreuz cruzifix” és a „damn it” szavakat.
Ezzel szemben ma például az MTA SZTAKI népszerű angol–magyar és magyar – angol online szótárában is, részletes és gazdag gyűjtemény van a szitokszavak (four letter words) a jelek szerint ma már nélkülözhetetlen anya- és idegen nyelvi megfeleltetéseiből.

## Lokalizációs üzlet
A lokalizáció az Európában határokon át irányuló üzlet legfontosabb motorja, mind a nyelvenkénti oldalak számában, mind pedig hatásának a jelentőségében. Ma mintegy 100 millió weboldal van a neten, a  többségük B2C, B2B, vagy  media/info jellegű honlap. Ha ezeket le kellene fordítani, annak olcsó fordítási áron számítva is 4 milliárd dollár lenne az összköltsége csak egy nyelvre. Szorozzuk be ezt a számot csak az uniós cél országok nyelveivel: ez mindjárt 60 milliárd dollár csak az eddig meglévő weboldalakért. És ez csak a fordítás, a minőség-ellenőrzést, szoftvermódosítás és fejlesztés költségét nem tartalmazza.
A fordítás ma még sokféleképpen történik, házilag, fordítókkal, géppel segítve és másképpen, úgyhogy ma körülbelül 10 millió weboldalnak van meg a más (főleg angol) nyelvi mutációja (lokalizációja). Ez az összeg mintegy 2 milliárd szó terjedelmű szöveg fordítását jelenti, amely átlagos fordítói kapacitással (2000 szó/nap)10,000 fordítói évet jelent, annyi pedig bőven van Európában, amíg vagy a gépi fordítás, vagy az angol nyelv végleges elterjedése hivatalos kétnyelvűség formájában ki nem szorítja őket.
Anthony Pym: Fordítás és szöveg átültetés c. írásában írja:  „Ha a szövegek bizonyos emberekhez vagy helyzetekhez tartoznak, akkor az ezen emberektől vagy helyzetekből való eltávolításuk szükségszerűen megváltoztatja azok hovatartozásának a természetét, és az eredeti szöveg ismerősségéből fokozatosan eljut a szövegidegenség különböző mértékéig”.
Valószínűleg a magyar olvasók ezt pont fordítva látják, és ha ma valakinek eszébe jutna, hogy lefordítsa Milne Micimackóját úgy, hogy meghagyja benne a főhős angol nevét  eredeti, vagy magyar helyesírással, mondjuk „Vinnizepú-nak” stb. írva, akkor nem kétséges, hogy melyik változatot vennék-e jobban a boltban a magyar olvasók.
A „túlfordítási” kritika azonban az uniós, a főleg az indo-európai nyelvekre berendezkedett fejlesztőktől jön, ahol a nyelvészet már átlépett a mennyiségekkel manipuláló tudományos fejlődési szakaszba, és nem puszta spekulációkra épül. Ennek pedig a számítógép az eszköze, amelyet ha Neumann János történetesen nem matematikus, hanem nyelvész lett volna, és a megrendelői nem fizikusok és fegyvergyárosok, hanem biológusok és virágkötők lettek volna, akkor ma fordítógépként ismernénk, nem is alap nélkül.

## Hatása a magyar nyelvre
Bár a magyar nyelv átalakulásának kétségtelenül legfontosabb elősegítője maga a számítógép és a számítástechnika, mégsem állíthatjuk, hogy „minden rossz, minden hanyatlás” a komputertől származik. Igaz, a folyamat a nyomtatók azon fogyatékosságával kezdődött, hogy nem tudtak helyes magyar ékezettel nyomtatni: ez  később problémát okozott az elektronikus levelezésben, a fájlok elnevezésében és még számos más helyen, olyannyira, hogy az emberek hamarosan ráálltak „az ekezettol lepusztitott szovegek gepelesere”.
Ezzel nemcsak az volt és ma is az a baj, hogy az ilyen szövegeket sosem lehet később rekonstruálni, újból helyesen előállítani egyszerű gépi eszközökkel, hanem az is, hogy hozzászokunk a rövid ékezetekhez ott is, ahol hosszú ékezeteket kell alkalmazni, vagyis romlott a helyesírásunk.
De a globalizáció nyomán megjelentek a gépkocsi márkakereskedések, a „dílerek”, nemcsak nem magyar fonetikus helyesírással írva, hanem szórendben is egy merénylettel: Opel Szuna, Citroen Bakos, Renault Baumgartner és hasonló formában ott, ahol a jelzett szó és a jelző viszonylatában fordított sorrendet kíván meg a mi nyelvünk.
Világos, hogy itt egy erősebb (külföldi) márka fontosságát kell megőrizni, akár a megszokott nyelvi szerkezet rovására is, innen a helytelenség. A törvényileg aprólékosan védett márkanevek, ábrák és logok, az azokhoz tartozó formai jegyek életben tartásáról van itt szó, amire nyilván több pénz jut, mint a kialakult nyelvhasználat konzerválására. Ezért sem lehetett például a „Let’s make things better” Philips jelmondatot magyarra ültetni, mert többek közt elvesztette volna az eredeti „csavarját”.
A sebtében és meggondolatlanul összehozott nyelvtörvény ezeket a problémákat még csak nem is érinti. Csupán a bolti és a cég elnevezésekkel van baja, a jelszavak megőrzésének szabad utat enged, akárcsak az eggyel korábbi rendszer tette. Ugyanakkor megmaradnak a készülékeken, a használati utasításokban, a képeken és ábrákon is az eredeti feliratok, a készülékek fantázia és típusnevei, amelyek összességükben több tízezres szókincset mozgatnak meg egy olyan világban, ahol az emberek mindennapi aktív szókincse jó, ha eléri a háromezret (szemben a művelt európai nyolcezres szókincsével).

## A fordítói foglalkozás átalakulása
No és ennek a háromezernek az összetétele is előnytelenül alakul a fordítások illetve azok hiánya következtében. Az idegen, főleg angol szavak le nem fordítása (az idegenesítés) nálunk is kezd elterjedni, részben az igénytelenség, a fordítási kritika hiánya, részben a „műfaji” korlátok, követelmények miatt. Ilyen korlát például a filmeknél (a szinkronizálásban és feliratozásban egyaránt meglévő, de különböző két korlát) az, hogy a magyar szövegnek adott helyre és időbe kell beférnie.
A feliratos filmeknél az elhangzó dialógusok követésére rendelkezésre álló idő szabja meg a fordított szöveg méreteit. Az általános olvasási sebesség a 12-14 karakter másodpercenként. Mivel a televíziózásban a teletext szabvány a meghatározó, ez egy sorban 35 karaktert engedélyez. Ebből következően egy 2,5-3 mp-es megszólalás egy teljes feliratsor írását teszi lehetővé. Mivel azonban az új felirat megjelenésének észrevételéhez is idő kell, 1-1,5 mp-nél rövidebb felirat nem megengedhető. Film és DVD feliratozásnál ettől eltérő karakterszám és olvasási sebesség is előfordul. Más a korlát, a szájmozgás az a szinkronizált filmeknél.
Ha pedig a szinkronizált filmeket vagy videókat nézzük, vagy inkább hallgatjuk, akkor azt látjuk, hogy a szinkronizációja következtében terjednek az angol indulat- és egyéb szavak a magyarok rovására. Ma már nem feljajdulnak, hanem „áucsolnak”, nem „jé!-znek” vagy „nahátoznak” a gyerekek, hanem „váuznak”, ha kellemetlen vagy éppen kellemes meglepetés éri őket vagy elcsodálkoznak. De divatos az angol köszönés, ugyan kifacsart módon, továbbá az angol névadás ember, együttes, cég és még az isten tudja hányféle viszonylatban.
A fordítók általában már elfogadják, hogy például a Trados és hasonló fordítást támogató eszközökkel kell dolgozni ilyen esetekben is, ezeknek a drága külföldi eszközöknek a használatát kell ismerni ahhoz, hogy munkához jussanak. Az elektronikus levelezéssel terjesztett ékezetlenítés után természetesen további újítások is születtek a szövegírásban, nevezetesen a rövidítések és a humorosnak szánt „egyéni helyesírási reformok”, hasonlóképpen a kevésbé öncélúnak tekintett reklámipari innovatív nyelvi alkalmazásokhoz.
Ne képzeljük azonban, hogy azok a fordítók, akik a szakmai haladás élén járnak, és a nemzetközileg megkívánt fordítási segédeszközöket használják, már okvetlenül a magyar nyelvet megőrző vagy védő megoldásokat preferálják. Ennek egyik oka nem is a lustaság, hanem az a kényszer, amit az un. fordítási memóriákkal operáló fordítói munkapadok technikái jelentenek. Azok kedvéért, akik még nem dolgoztak ilyen eszközökkel: a fordító kijelölt szegmenseként, rendszerint egy mondattal dolgozik, amelybe beékelődve található meg a számára többnyire ismeretlen vezérlőkarakter „nyelven” megírt formattálási utasítás, amelyeket mégiscsak figyelembe kell venni, ha azt akarjuk, hogy az eredetivel azonos kinézetű legyen a készülő fordítás.
Ennek során többletmunka terheli a fordítót, és mivel az angolról magyarra fordításnál gyakran a mondaton belüli sorrend is éppen ellenkezően alakul, választhat a fordító a nyelvileg vagy a formailag helyes megoldás között, mert egyszerre mindkét követelménynek eleget tenni csak jelentős plusz ráfordítással lehetséges.
Mivel az ilyen szegmentált fordításnál előfordul, hogy egy-egy szót nem is erről a folyamatos szövegnek tűnő helyről vesznek, hanem a könyv vagy az írás elején, a gyakran előforduló szavak alapján készített, számmal vagy egyéb módon azonosított, a szövegben ismétlődő betűfüzérekből (literálokból) álló listából nem lehet kizárni az olyan hibák nem szándékos generálását sem, amely hibák e közös, gyakorlatilag kontextus nélkül lefordított szavak második vagy harmadik jelentésének figyelmen kívül hagyásának a következményeként keletkeznek. (Ez már nem az amerikai stílusajánlat 12 szó hosszú mondatokkal jellemezhető, „géppuska ropogásszerű” fogalmazásban, hanem a fejlettebb, „eurokratikus” nyelven van megfogalmazva.)
Az elszigetelten kezelt szavak lefordítása is problémát jelenthet akkor, amikor valaki indokolatlanul kerüli a meglévő, azonos jelentéstartalmú szavak használatát, és helyettük vagy idegen szót vezet be, vagy más stiláris értékű kifejezést választ. Ezzel ugyanis tovább romlik nyelvünk amúgy is kritikus állapota. Ennek pedig legszembetűnőbb színtere maga a szoftver lokalizáció, vagyis azoknak a drága pénzen kifejlesztett programoknak a magyar talajba ültetése, amelyek azután naponta rányomják bélyegüket gondolkodásunkra, és amelyek átalakításába, honosításába nem nagyon van módunk beleszólni. Csak nézzünk rá szoftvereinkre.
Mindenki olvashatott a kaliforniai elnökválasztás kapcsán az alábbi két honlapon egy komoly angol és egy nevetséges magyar szöveget, amely állítólag gépi fordítási termék. https://web.archive.org/web/20050913203620/http://www.schwarzeneggergovernor.com/schwarzeneggerhu.htm http://www.schwarzeneggergovernor.com/
A ma ott található két Schwarzenegger reklámszöveg már nem felel meg egymásnak, úgyis mondhatnánk, hogy nem mondatonként párosított (aligned) anyagok, hanem az angol szövegből kiindított játék.
Nem játék viszont a LISA, a Localisation Industrial Standards Association, azaz olyan ipari egyesülés, amely szabványokat dolgoz ki a fontos szoftvergyártók globális terjeszkedésének elősegítésére. A most folyó internacionalizációban nagyjából náluk dől el a mi nyelvünk sorsa is. És emiatt még szemrehánynivalónk sincsen.
A LISA (http://www.lisa.org/) 1990-ben alakult meg és elsőszámú érdekérvényesítő, önszervező szervezetnek számít a GILT (Globalization, Internationalization, Localization, and Translation) vállalkozások számára. Több mint 400 vezető IT gyártó és szolgáltató vállalkozás, valamint számtalan szakember van tagjai között, olyan üzletek képviseletében, amelyek elsősorban export, vagyis külkereskedelem orientáltak. De a folyamat természeten közelről érinti az európai uniót is, ahol már évekkel ezelőtt megrendeltek egy tanulmányt arról, hogyan lehetne az internetes piacot a customisation-nak nevezett globalizációval becserkészni. A dolgozat ott van a neten, mi most csak csemegézünk belőle, és láthatóan rosszul állunk a folyamatban, vagyis a lokalizáció hatékonyságában.
Ez utóbbi mértéke (a weboldalanként átlagos nyelvek száma szorozva a „testre szabás mélységével, a customisation kiterjedésével” a legmagasabb Svédországban, Dániában, Belgiumban, Finnországban és Írországban, átlagos mértékű Luxemburgban, Franciaországban, Csehországban, az Egyesült Királyságban és Hollandiában. A 18 vizsgált országból a többi az európai átlag alatt vannak, minket is beleértve. Ennek egyik oka állítólag, hogy a fogyasztói piacok megmaradnak nemzetinek és helyinek. Már ami a nyelvi igényüket illeti. Szóval most ott tartunk, hogy a lokalizáció hajtómotorja a globalizáció.

## Nyelvpolitika
Az internet terjedésével erősebb lett az igény arra, hogy az elektronikus tartalmakhoz sokféle kultúra sokféle preferenciája szerint legyen hozzáférhető, ezzel új piacok nyílnak meg a hasznot kereső világtőke előtt. Így van a globalizáció legfelül, a regionális és lokális realitások fölött. A tőkével rendelkező lokalizáció dolga, hogy azt az igényt kielégítse, hogy mind ezen a három szinten lehessen kommunikálni. Ahol a tartalomban hiány vagy „lyuk” mutatkozik, oda igyekszik betörni a globalizáció. Mozgatóereje mind a kínálati, mind a keresleti oldalról hat.
Az interneten működő cégeknek is szükségük van lokalizálási szolgáltatásokra, az új tartalomközvetítő szolgáltatások (interaktív tévé, mobil adatszolgáltatás) pedig eleve rámozdultak erre „a tartalmas lyukra”. Emiatt minden fajta tartalmat összeszednek, hogy velük megtöltsék a weboldalakat, a digitális tv-csatornákat. De az ügyfelek személyes információinak a tere is nagyon jó alkalmat kínál a helyiesített e-tartalom benyomulására.
És így erősödnek tovább a monopóliumok, amelyekhez képest nem versenyképes semmilyen kis méretű, helyi ipar vagy kereskedelem. Kivéve most, amikor uniós pénzekre lehet pályázni Magyarországról is HLT, e-content és multilingualism témakörökben. De ehhez az kellett volna, hogy ezen magyar nyelvi termékellátó piacon többen is meg tudjanak élni, ami viszont bajos, tudjuk, a méretek és egyéb szerencsétlen körülmények miatt.
Ilyennek számít, hogy a most megjelent Értelmező kéziszótár és CD ROM-os változata sok ezer forintba kerül. Először is, az ezek elkészítéséhez szükséges időt és tudást az adófizetők pénzéből működtetett akadémiai kutatóintézet fordította a termékre. Másodszor, hogyan kerülhet át ez a tudás egy azt hiszem már nem is magyar kézben lévő magántulajdonú kiadóvállalathoz, hogy egyetlen profitábilis műfajú áruként az azt forgalmazza, ahelyett, hogy ingyen szétosztogatná a kormány vagy más minden állampolgár között? Az felelne meg ugyanis a több évre vállalt akadémiai nyelvpolitikának.
Hasonló gesztus híján ugyanis a magyar nyelv jövőjét tekintve bizonytalanok a kilátásaink. Lehet, hogy az anyanyelv, amely az emberek közti tranzakciós alap csereeszköz, ugyanolyan módon viselkedik majd, mint a pénz: lehet, hogy nyelvünkre is hasonló sors vár, mint a gazdaságban a pénzre, ahol az emberek meg akarják őrizni értékeiket. Emlékszünk? A rossz pénztől szabadulni igyekeznek, a jó pénzt beteszik biztos helyre. Nem véletlen, hogy az Istváni honosítás korában a nem magyarul beszélő Gellért püspöknek feltűnt, hogy a cselédlány énekel magyarul, így lehetett ez a török és az osztrák uralkodás alatti korszakokban is.
És persze nemrég az orosz is jól szolgált efféle diskurzusokra. Világos, hogy csak a különféle „*krácia” és a mindenkori értelmiség válik kétnyelvűvé, a lakosság döntő része ebből úgy látszik kimarad.

## Egységesedési folyamatok
A nyugati civilizáció kezdeményezésére világszintű egységesedési (univerzalizálódási) folyamatok játszódnak le az élet számos területén:
- gazdasági globalizáció
- pénzügyi globalizáció
- kulturális globalizáció
  - szimbólumok globalizációja
- információs globalizáció
- nyelvi globalizáció

Erről Samuel P. Huntington könyvében lehet bővebben olvasni:
- HUNTINGTON, Samuel P.: A civilizációk összecsapása és a világrend átalakulása. Európa, 1997?.
- ANKERL, Géza: A globalista utópia: A tényleges globalizációs folyamatok és alternatívák. In Valóság. 2007.8, 26-48
- ANKERL, Géza: Anyanyelv, írás és civilizációk. Magyar Egyetemi Kiadó, Budapest, 2004. ISBN 9638033657.